# Пиех, Фердинанд
Фе́рдинанд Карл Пи́ех (нем. Ferdinand Piëch; 17 апреля 1937, Вена — 25 августа 2019, Розенхайм, Германия) — австро-немецкий автомобильный промышленник; предприниматель, инженер-конструктор, менеджер и мажоритарный акционер. Председатель наблюдательного совета концернов Volkswagen AG (в 2002—2015 годах) и MAN (в 2007—2015 годах). Член автопромышленной династии Порше (прямой внук основателя династии Фердинанда Порше), имел австрийское гражданство.

## Биография
Был третьим ребёнком в семье доктора юридических наук адвоката Антона Пиеха (1894—1952) и его жены Луизы Порше (1904—1999). Во время Второй мировой войны отец был управляющим заводов Фольксваген в Вольфсбурге. Мать была дочерью выдающегося автоконструктора и предпринимателя Фердинанда Порше. Фердинанд Пиех, таким образом, относится к «женской» ветви потомков одного из пионеров автоиндустрии.
В 1962 году окончил Высшую техническую школу в Цюрихе, дипломная работа была посвящена конструкции двигателей автомобилей Формулы-1; доктор технических наук Honoris causa.
К безусловным успехам Пиеха в бизнесе относится достигнутое при нём развитие концерна Фольксваген благодаря выбранной им наступательной стратегии. В 2009 году подписал соглашение о слиянии Порше и Фольксваген.

## Карьера
В 1963 году Фердинанд устроился на работу к своему дяде в Porsche в Штутгарт в качестве инженера. Впоследствии стал техническим директором.
В 1968 году Фердинанд направил две трети от годового бюджета концерна Porsche на строительство 25 автоспортивных Porsche 917, спроектированных под его началом. Данное количество машин было необходимо для того, чтобы принять участие в 24-часовой гонке в Ле-Мане. Семья была крайне недовольна поступком Фердинанда в части направления бюджета. В случае если бы машина не удалась, компания оказалась бы на грани банкротства. Однако Porsche 917 имела абсолютный успех и выиграла в легендарном автомарафоне.
В 1972 году Фердинанд начал работать в Audi, где за время работы продвинулся по карьерной лестнице и стал генеральным директором. В тот период Audi выпускала автомобили среднего класса. Однако Фердинанд за время работы сумел превратить компанию в категорию производителя премиальных автомобилей. Он активно проводил политику по внедрению различных технологических новинок — установку 5-цилиндровых двигателей, системы полного привода Quattro, лёгких алюминиевых компонентов кузова и иных. В результате в 2011 году Audi впервые за время своего существования обогнала Mercedes-Benz по продажам пассажирских автомобилей в мире.
В 1993 году Фердинанд принял пост генерального директора Volkswagen. На тот момент компания находилась в плачевном состоянии и получила невиданный прежде убыток более 1 млрд евро по итогам года. Фердинанд сходу решил уволить почти всё руководство, при этом простых рабочих он не сократил. Благодаря упорной работе Пиеха в различных направлениях в 2002 году (в год перехода Фердинанда с поста генерального директора в состав наблюдательного совета) чистая прибыль компании насчитывала 2,6 млрд евро.
В целом за 22 года рыночная стоимость Volkswagen выросла в 15 раз. За время работы Пиеха Volkswagen вошла в сектор люксовых автомобилей (в 1998 году компанией были приобретены Bugatti, Bentley и Lamborghini). По состоянию на 2012 год компания контролировала 12 брендов, в том числе производителей грузовых авто и автобусов MAN, Scania, мотоциклов Ducati и других.

## Уход из наблюдательного совета концернаФольксваген
Пиех всегда отличался большой требовательностью к сотрудникам и явился причиной увольнения многих из них. Его очередной жертвой стал его собственный выдвиженец, председатель правления концерна Мартин Винтеркорн (Martin Winterkorn). Причины, по которым Пиех выступил против Винтеркорна, не разглашаются. Однако, Пиех недооценил своего ставленника, успевшего завоевать любовь и поддержку большинства сотрудников, членов наблюдательного совета и даже правительства земли Нижняя Саксония, где расположен Вольфсбург — столица Фольксвагена. Все пять остальных членов верхушки наблюдательного совета проголосовали 25 апреля 2015 года против требования Пиеха уволить Винтеркорна. Пиех и его жена Урсула ушли из наблюдательного совета концерна. Биржа ответила на уход Пиеха 5%-ным ростом акций концерна.

## Личная жизнь
Фердинанд Пиех с 1984 года вторым браком был женат на Урсуле Пиех (род. 1956), бывшей гувернантке семьи. С 2002 года семья жила в Зальцбурге. Имел трёх общих детей, сын Антон открыл автомобилестроительную компанию Piëch Automotive. Всего от предыдущих браков и связей Пиех имел двенадцать детей.
Увлекался дальневосточной культурой и японской этикой, являлся опытным яхтсменом.

## Почётные награды и звания
- 2011 «Человек года» — по версии американского журнала «Automobile Magazine»[5];
- 2011 — титул «важнейший менеджер с 1971 года» («Manager Magazin», Германия)
- 2002 — медаль Вильгельма Экснера, одноимённого фонда (Австрия);
- 1999 — «Автомобильный менеджер XX века» (Global Automotive Elections Foundation, США).